# Новичок (телесериал, 2018)
«Новичо́к» (англ. The Rookie) — американский детективный телесериал, созданный Алекси Хоули для телеканала ABC. Основан на реальных событиях. Изначально планировалось 13 серий, но в начале ноября 2018 года ABC заказал семь дополнительных эпизодов.
В мае 2019 года сериал был продлён на второй сезон, который стартовал 29 сентября и также состоял из 20 серий. 21 мая 2020 года телеканал ABC продлил телесериал на третий сезон, его премьера состоялась 3 января 2021 года. 14 мая 2021 года стало известно о продлении сериала на четвёртый сезон. Премьера четвёртого сезона состоялась 26 сентября 2021 года. 30 марта 2022 года телесериал был продлён на пятый сезон. Его премьера состоялась 25 сентября 2022 года.
В апреле 2023 года сериал был продлён на шестой сезон. Премьера шестого сезона состоялась 20 февраля 2024 года. В апреле 2024 года был продлён на седьмой сезон. 3 апреля 2025 года телесериал был продлён на восьмой сезон.

## Сюжет
В центре сюжета — Джон Нолан, сорокапятилетний мужчина, после тяжёлого бракоразводного процесса и ужасного инцидента, когда Нолан оказывается на волосок от смерти, перед грабителями банковского отделения, Джон кардинально пересматривает свои взгляды на жизнь. Он переезжает из маленького тихого городка в Лос-Анджелес, чтобы стать полицейским в полицейском управлении Лос-Анджелеса. Теперь Нолан должен приспособиться к опасной и непредсказуемой жизни «молодого» полицейского.

## В ролях

### Основной состав
- Нейтан Филлион — Джонатан Нолан, самый возрастной новобранец/офицер/офицер-инструктор (Офицер полиции I/II/III) в департаменте полиции Лос-Анджелеса. В возрасте 45 лет Нолан закрыл свою строительную компанию в Фоксбурге, Пенсильвания,  и уехал на запад, в Лос-Анджелес, чтобы стать полицейским. Есть 19-летний сын, Генри Нолан. Позднее становится делегатом профсоюза, офицером-инструктором и наставником Селины Хуарез. Женился на Бейли Нун в 6 сезоне.
- Мелисса О’Нил — Люси Чен, новобранец/офицер/сержант (Офицер полиции I/II, Сержант I) под началом Тима Брэдфорда. Решив отказаться от семейной карьеры психолога, в возрасте 29 лет начала службу в полиции. Впоследствии становится офицером под прикрытием под наставничеством детектива Найлы Харпер. В начале 5 сезона становится девушкой Тима Бредфорда. В 6 серии 6 сезона Чен и Брэдфорд расстаются по инициативе Тима.
- Титус Макин — Джексон Уэст, новобранец/офицер (Офицер полиции I/II) под началом Анджелы Лопез. Сын Перси Уэста, командира Отдела Внутренних Расследований полиции Лос-Анджелеса. Погибает в 1 серии 4 сезона при сопротивлении похитителю.
- Эфтон Уильямсон — Талия Бишоп, наставник (Офицер полиции III), первым назначением которой стал Нолан. Усердно работает, чтобы стать детективом и пройти путь до начальника полиции. В начале второго сезона объявляется, что она перевелась в Бюро Алкоголя, Табака и Оружия.
- Эрик Уинтер — Тимоти Брэдфорд, наставник (Офицер полиции III, Сержант I/II), назначением которого стала Чен. Бывший морпех и командир взвода. Лучший друг Анджелы Лопез. С пятого сезона встречается с Люси Чен. В 6 серии 6 сезона произошёл разрыв по инициативе Брэдфорда.
- Алисса Диас — Анджела Лопез, наставник (Офицер полиции III, Детектив I), назначением которой стал Уэст. Лучшая подруга Брэдфорда. Девушка, впоследствии жена Уэсли Эверса. Воспитывает с мужем сына по имени Джек, названного в честь офицера Джексона Уэста, а также у них родилась дочь.
- Ричард Тимоти Джонс — Уэйд Грей, сержант (Сержант II, Лейтенант I), начальник смены Мид-Уилширского отделения полиции Лос-Анджелеса. Строгий и принципиальный руководитель, но за своих офицеров всегда готов драться до последнего.
- Мерседес Масон — Зои Андерсон, капитан полиции (Капитан III) и бывший морской пехотинец военной полиции. После службы в армии, проработала год в полиции Пентагона, а затем поступила на службу в полицию Лос-Анджелеса. Была убита в 1 сезоне в результате покушения на Нолана, защищая его.
- Мекиа Кокс — Найла Харпер, офицер-наставник/детектив (Детектив I), назначением которой становится Нолан со 2 сезона, а с 4 сезона Аарон Торсен. Четыре года проработала под прикрытием в наркокартеле, за что получила право выбрать любую должность и место ("Золотой билет"). Будучи детективом, решила стать наставницей в Мид-Уилшире. Имеет две дочери, от первого и второго брака.
- Тру Валентино — Аарон Торсен, новобранец/офицер (Офицер полиции I/II), звезда из мира шоу-бизнеса, ошибочно обвинённый в убийстве своего друга. Был воспринят коллективом холодно, в том числе и Харпер, но практически сразу доказал, что у него есть потенциал.
- Чавез Лиссет — Селина Хуарез, новобранец (Офицер I/II), стажёр Нолана. В своей работе руководствуется интуицией, которую списывает на потусторонние явления, при этом редко ошибается.

### Второстепенный состав
- Мирси Монро — Изабель Брэдфорд, бывшая офицер полиции под прикрытием, бывшая жена Тима, страдающая наркозависимостью. Была арестована за хранение наркотиков, но пошла на сделку, где её серьёзно ранили. При поддержке Тима, начала курс реабилитации и лечения от наркозависимости.
- Энни Вершинг — Розалинд Дайер, серийная убийца, отбывающая пожизненное наказание, в пятом сезоне бежала из под стражи. Была убита снайпером, которого сама наняла для этого.
- Майкл Бич — Перси Уэст, глава Отдела Внутренних Расследований (Коммандер). Отец Джексона Уэста. Старый друг Грея.
- Дэнни Нуччи — детектив Сэнфорд Мотта[14]
- Райан Мишель Бат — детектив Дженнифер Пэйдж
- Дэвид Де Сантос — детектив Элайджа Вестри
- Деметриус Гросс — детектив Кевин Уолф
- Карри Грэм — Бэн МакРи[15], друг Нолана, у которого тот жил в первом сезоне.
- Зейн Эмори — Генри Нолан, 19-летний сын Джона, учащийся в колледже. Встречался с Эбигейл и сделал ей предложение.
- Шон Эшмор — Уэсли Эверс, адвокат, ставший бойфрендом Анджелы, а позже мужем. В начале 4-го сезона у них рождается сын Джек. Из-за сделки с криминальным боссом Элайджей, вынужденно становится адвокатом бандитов. Впоследствии, при помощи Грея и Лопез, ему удаётся избавится от него, но он временно теряет свою адвокатскую лицензию. Решил не терять времени даром и стал помогать Джеймсу в Общественном центре. Позднее становится помощником прокурора.
- Сара Шахи — Джессика Руссо, сотрудница отдела Национальной безопасности, в прошлом агент ФБР. Ближе к концу первого сезона стала девушкой Нолана. Во втором сезоне рассталась с ним из-за нежелания Джона завести с ней ребёнка.
- Гарольд Перрино — Ник Армстронг, детектив, временным напарником которого Нолан был в одной из серий второго сезона. Подружился с ним и даёт ему рабочие и личные советы. В конце 2 сезона выясняется, что он продажный коп. В начале 3 сезона был убит.
- Эли Лартер — доктор Грейс Мюррей, бывшая девушка Нолана со студенческих времён. Он вынужден был уйти от неё из-за внезапной беременности будущей жены.
- Брент Хафф — Куигли Смитти, офицер полевой подготовки (Офицер III), "Мистер Незначительность", не имеющий никаких амбиций и желания работать, живущий на задней парковке департамента полиции. Как правило, появляется в кадре на утренних перекличках и на временной подмене наставников.
- Дженна Дуан — Бейли Ньюн, резервист Национальной гвардии (лейтенант), пожарная, ставшая новой девушкой Нолана в четвёртом сезоне. Вышла замуж за него в 6 сезоне.
- Мэттью Глэйв — Оскар Хатчинсон, заключённый, осуждённый к пожизненному заключению по делу, которое вёл Перси Уэст. Впервые встречается в первом сезоне после побега из автобуса для перевозки заключённых. Время от времени помогает полиции Лос-Анджелеса в обмен на небольшие услуги. Однажды ранил Уэсли Эверса. Имеет внебрачную дочь.

## Производство

### Разработка
26 октября 2017 года ABC объявил о заказе сериала «Новичок» с Нейтаном Филлионом от исполнительного продюсера и сошоураннером «Касла» Алекси Хоули без съёмок пилотного эпизода. Филлион и Хоули взяли на себя обязанности исполнительных продюсеров наряду с Марком Гордоном, Николасом Пеппером, Мишель Чапмен и Джонатаном Э. Стейнбергом. Сериал был спродюсирован ABC Studios и The Mark Gordon Company и вышел на экраны 16 октября 2018 года.
10 мая 2019 года стало известно о продлении шоу на второй сезон, премьера которого состоялась 29 сентября 2019 года.
18 апреля 2023 года в официальном Instagram-канале шоу объявили о продлении сериала на 6 сезон премьера которого планируется 20 февраля 2024 года.

### Кастинг
Одновременно с новостью о заказе шоу, 26 октября 2017 года стало известно, что Филлион получил ведущую роль Джона Нолана. 7 февраля 2018 года Эфтон Уильямсон и Эрик Уинтер получили роли Талии Бишоп и Тима Брэдфорда соответственно. Вскоре стало известно о кастинге Мелиссы О’Нил на роль Люси, Ричарда Т. Джонса на роль Уэйда Грея и Титуса Макина на роль Джексона Уэста.
4 августа 2019 года стало известно, что Эфтон Уильямсон покинула сериал и не появится во втором сезоне. Актриса заявила, что столкнулась с расовой дискриминацией и сексуальными домогательствами со стороны членов съёмочной группы и приглашённых актёров. По заявлению актрисы было проведено расследование, результаты которого были опубликованы 17 сентября 2019 года. Расследование показало, что обвинения Эфтон Уильямсон не имеют оснований и не могут быть доказаны. В ответ на это Уильямсон подтвердила свои обвинения, назвав результаты расследования «душераздирающими» и предположив, что продюсеры, опрошенные в ходе расследования, солгали, чтобы скрыть правду о случившемся.
2 октября 2019 года к основному актёрскому составу присоединилась Мекиа Кокс, которая исполнит роль детектива Нилы Харпер.

### Съёмки
В январе 2018 года Лиз Фридлендер была назначена режиссёром и продюсером первого эпизода. Съёмки первого эпизода начались 7 марта 2018 года, в Лос-Анджелесе и Нью Йорке.
После гибели от выстрела в октябре 2021 года оператора Галины Хатчинс на съёмках фильма «Раст» (2024), продюсер сериала Алекси Хоули сообщил, что всё боевое оружие в сериале должно быть заменено на оружие для страйкбола и компьютерные вспышки.

## Спин-офф
27 сентября 2022 года на канале ABC вышел спин-офф «Новичок: Федералы» с Ниси Нэш в главной роли.

### Комментарии
1. ↑  Известен как Entertainment One[англ.] в 1 — 5 сезонах
2. ↑  Съёмки 1-2 сезонов проходили в студии ABC Studios, а 3-6 сезоны - в студии ABC Signature
3. ↑  Другой вариант перевода — «Новобра́нец».